# Реакция Хилла
Реакция Хилла, или хлоропластная реакция, была открыта в 1937 году биохимиком Робертом Хиллом из Кембриджского университета. Реакция представляет собой светозависимый перенос электронов от воды на реактив Хилла (искусственный окислитель) против градиента химического потенциала. В лабораторной практике эта реакция служит для определения фотохимической активности хлоропластов, обусловленной фотоокислением воды. Реакция Хилла продемонстрировала, что образование кислорода и синтез сахаров из углекислого газа — это два разных, независимых процесса. Эти данные, полученные Хиллом, легли в основу современного понимания фотосинтеза.
В упрощённом виде реакция Хилла описывается следующим уравнением:
2H2O + 2A + (хлоропласты) → 2AH2 + O2
где А — акцептор электронов.

## Применение реакции Хилла

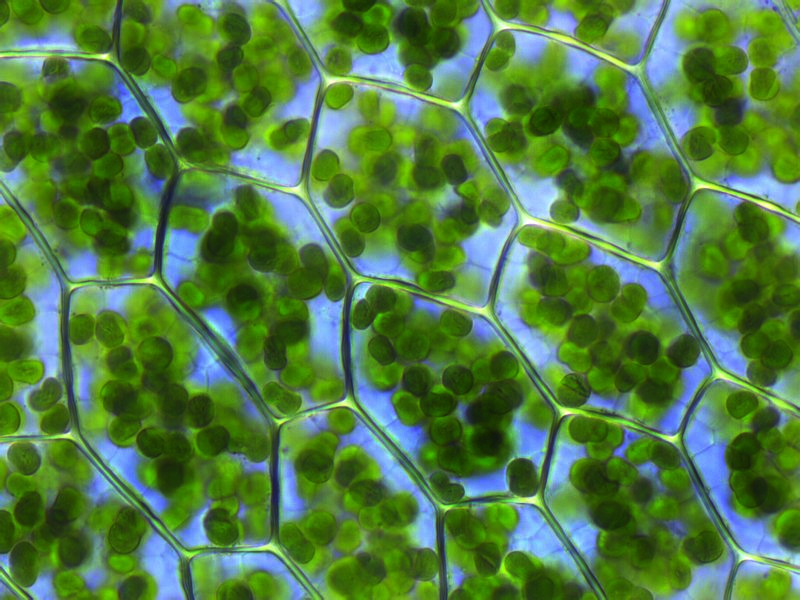
Растительные клетки с видимыми хлоропластами (мох Plagiomnium affine)

Реакция была открыта Робертом Хиллом в 1937 году. Он обнаружил, что изолированные хлоропласты могут выделять кислород при освещении солнечным светом в присутствии подходящего акцептора электронов, такого как феррицианид. Для демонстрации этой реакции в качестве терминального акцептора электронов в лаборатории использовался дихлорофенолиндофенол (ДХФИФ), заменявший НАДФ, который оказывался недоступен из-за извлечения хлоропластов из клеточного окружения. Ферроцианид восстанавливается (как и НАДФ в естественных условиях), а вода окисляется до кислорода и протонов. Используя эту технику, чтобы наблюдать реакцию, Хилл установил ряд важных фактов о фотосинтезе. Реакция Хилла доказывает, что образование кислорода и синтез сахаров из углекислого газа — это два разных процесса, а высвобождение кислорода есть лишь один из многих процесса фотосинтеза.

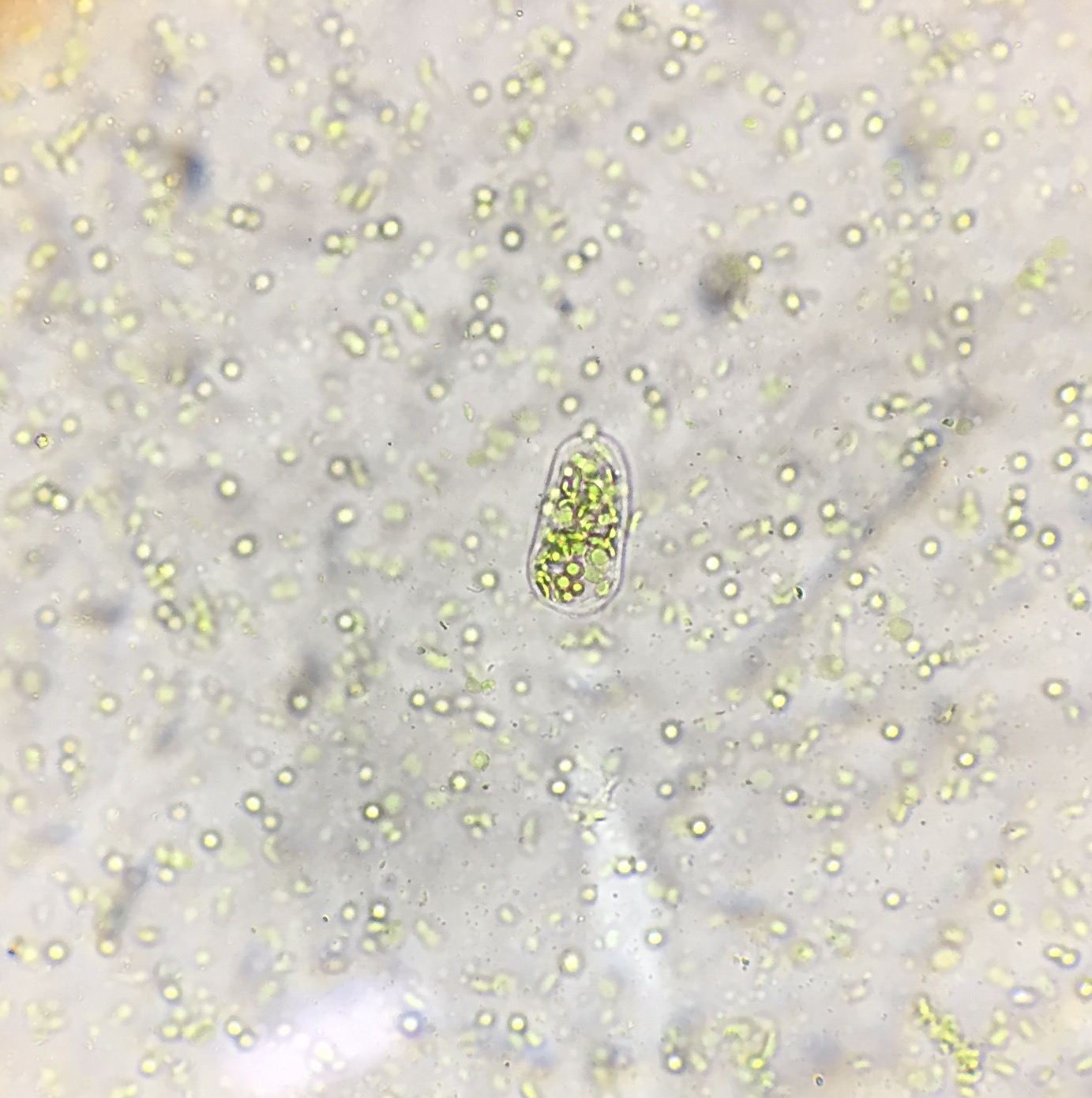
Изолированные хлоропласты из листьев шпината под световым микроскопом

Реакция Хилла подразумевает, что световые реакции фотосинтеза является результатом серии окислительно-восстановительных реакций и требуют наличия терминального акцептора электронов. В норме таким акцептором служит НАДФ, который играет важную роль в окислении воды. Реакция Хилла также показывает, что естественный акцептор может быть заменен искусственным акцептором электронов, таким как ДХФИФ. Методика замены природного акцептора искусственным используется в лаборатории для измерения уровня фосфорилирования хлоропластов и сравнение его интенсивности со скоростью выделения кислорода.
Электроны, полученные при расщепление воды, поступают в фотосистему II, где поглощают энергию света, а затем поступают в электрон-транспортную систему фотосинтеза (ЭТС). Эти высокоэнергетические электроны используются для восстановления НАДФ. Таким образом, солнечная энергия преобразуется в химическую энергию путем восстановления НАДФ до НАДФН.

## Биохимия реакции Хилла

Нециклическое фотофосфорилирование в тилакоидной мембране

### Природные акцепторы электронов
Фотосинтез это процесс, при котором световая энергия поглощается и преобразуется в химическую энергию. Химическая энергия в конечном счете используется для преобразования двуокиси углерода в сахара. В процессе фотосинтеза, естественный акцептор электронов, НАДФ, восстанавливается до НАДФН в строме хллоропластов. В целом в хлоропласте происходят следующие равновесные реакции.
Реакция восстановления, запасающая энергию в НАДФН:
НАДФ+ + 2Н+ + 2е- → НАДФН + Н+ (восстановление)
Реакции окисления НАДФН в качестве источника энергии и электронов:
НАДФ+ + 2Н+ + 2е- ← НАДФН + Н+ (окисление)

### Использование хлоропластовin vitro
Роберт Хилл (1937) изучал окислительно-восстановительные реакции фотосинтеза с использованием искусственных акцепторов электронов. Он изучал реакцию восстановления в изолированных живых хлоропластов в отсутствии СО2 и света. В ходе своих наблюдений за хлоропластами, облучавшимися светом в отсутствии СО2, искусственный акцептор электронов сначала восстанавливался, а затем окислялся, замыкая цикл и позволяя процессу продолжиться. В качестве побочного продукта выделялся кислород, но образования сахаров не происходило. С другой стороны, хлоропласты, помещённые в темноту при отсутствии CO2 полностью окисляли искусственный акцептор электронов в результате чего не выделялся кислород и не синтезировался сахар. Эти наблюдения позволили Хиллу заключить, что кислород выделяется только в ходе световых реакций фотосинтеза (реакции Хилла). Из своих результатов Хилл сделала вывод, что источником кислорода при фотосинтезе является вода (Н2О), а не углекислый газ, как считалось ранее. Его результаты также показали, что световая окислительно-восстановительная реакция — это первая реакция фотосинтеза.
Дальнейшие исследования реакции Хилла с 1957 года проводил американский физиолог растений Даниэль И. Арнон. Арнон изучал реакцию Хилла с помощью природного акцептора электронов НАДФ. Этот акцептор ингибировал образование АТФ, НАДФН и H+, которые используются в темновых реакциях. Арнон показал, что активные хлоропласты на свету в отсутствии СО2 выделяют кислород, но не синтезируют сахар. Затем он продемонстрировал темновую фазу, наблюдая за хлоропластами в темноте, в условиях избытка углекислого газа. Он обнаружил, что фиксация углерода зависит от световой фазы фотосинтеза. Арнон смог эффективно отделить световые реакции, в ходе которых синтезировались АТФ, НАДФН, Н+ и кислород, от темновых реакции, в ходе которых синтезировался сахар. Он сделал заключение, что эта последняя часть фотосинтеза не требует наличия света.